# Alcea setosa
Alcea setosa és una espècie herbàcia perenne de la família de les Malvaceae. És una bonica planta ornamental i és anomenada amb el nom comú de "Bristly hollyhock" (en català, malva estarrufada).

## Descripció
És una planta hemicriptòfita, és a dir, la part per sobre de la terra es marceix i es mor a l'estiu. A l'hivern es desenvolupa una roseta i en surt una tija florífera vertical. Les flors de color rosat són grans i creixen en gran nombre de manera alternada al llarg de la tija erecte. Mentre que a la zona de Galilea i al Carmel les flors són més aviat fosques, a la zona de Gilboa i Samaria són més clares. La floració és de l'Abril fins al Juny.

## Distribució i hàbitat
Alcea setosa és una planta originària del Mediterrani Oriental, on es distribueix en boscos, pastures i semi landes.

## Taxonomia
Alcea setosa va ser descrita per Alefeld, Friedrich Georg Christoph  i publicada a Oesterreichische Botanische Zeitschrift 12: 255. 1862. (Oesterr. Bot. Z.)

### Etimologia
- Alcea: nom genèric que deriva del grec altho que vol dir que cura, curatiu.
- setosa: epítet llatí que significa "sedós" i fa referència a la pilositat que cobreix la planta.[3]

## Usos populars
En la medicina popular, el líquid de la planta s'utilitza per tractar lesions, cremades, la tos i la inflamació. Els botons de les flors són comestibles, cuits i crus, i es consideren com a medicaments per a malalties en les vies respiratòries.